# Sionsite

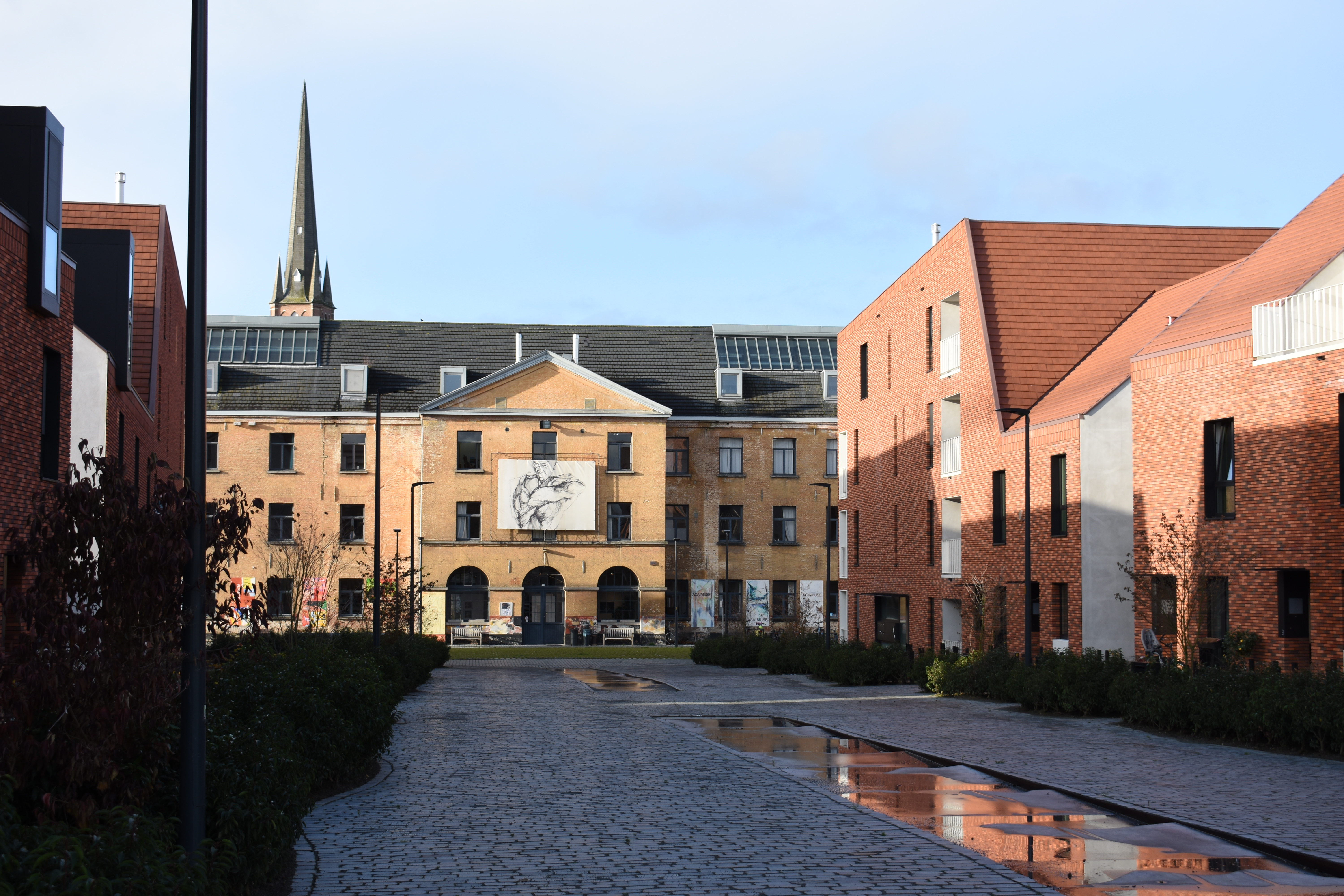
Stedelijke Academie, geïntegreerd in de nieuwe Sionsite

De Sionsite is een stadsontwikkelingsproject tussen de Sionsvest en het Sionsplein te Lier. De site omvat ook de Koepoortstraat, de P.J. Denisstraat en de Van Grasenstraat.
Ooit bevond zich hier een klooster van de Zusters van Sion, met kerk, grafveld, waterpartij en tuinzone, waarschijnlijk daterend uit de 15de eeuw. Na de Franse Revolutie werd het klooster gesloten en verkocht. De gebouwen werden ingenomen door de textielfabriek de Heyder (1757-1834), en nadien omgebouwd tot de Becquevortkazerne.
Sedert 1974 was hier het stadsmagazijn gevestigd.
Eind 2013 werd het stadsmagazijn afgebroken, om plaats te ruimen voor het nieuwe stadsontwikkelingsproject. Dat voorzag in de bouw van ongeveer 150 woningen, in een mengeling van appartementen en gezinswoningen voor sociaal gemengde groepen.
Ook de Stedelijke Academie voor Schone Kunsten (SASK) werd in het project geïntegreerd. 

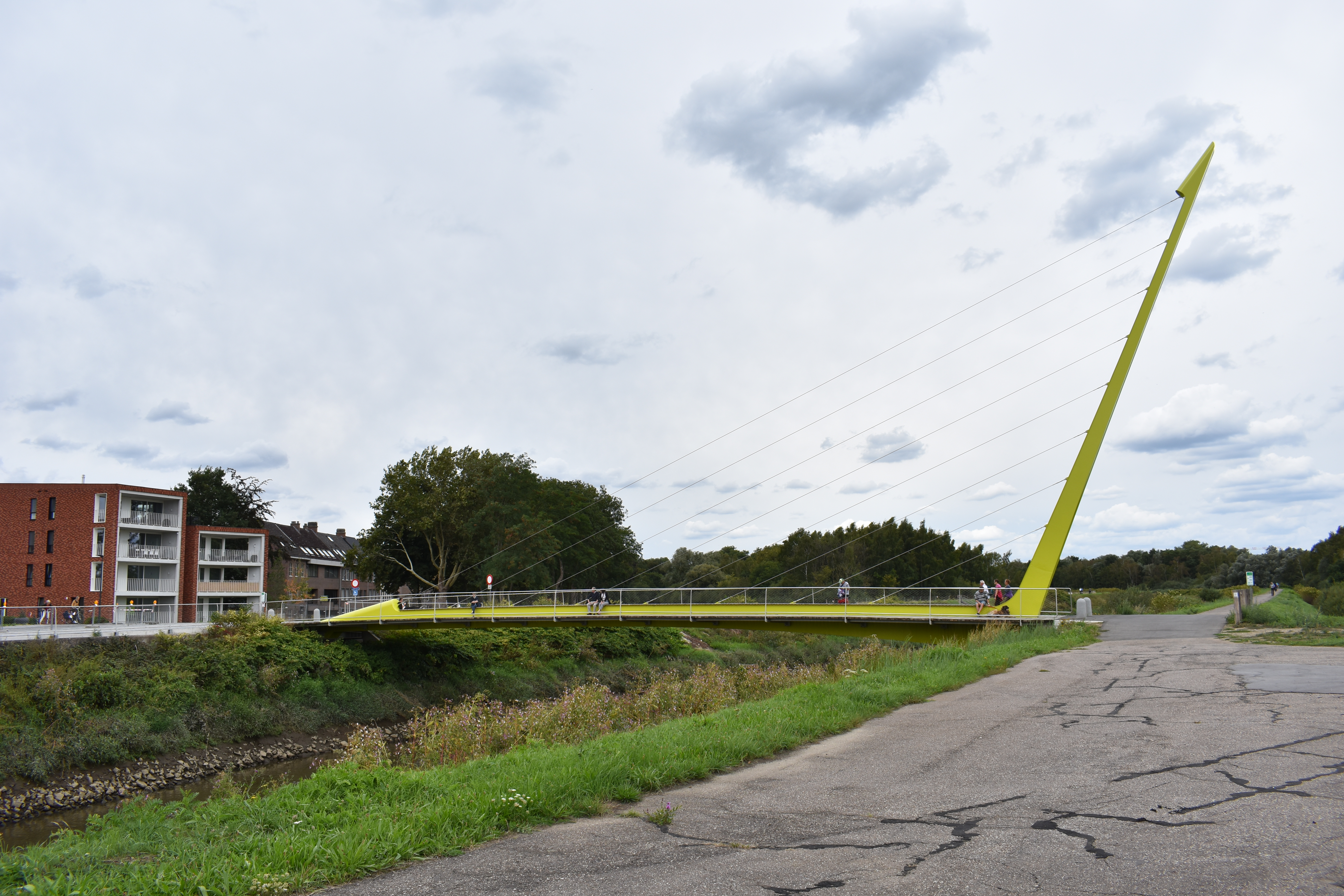
Fietsbrug over de Kleine Nete, met links de woongebouwen.

De Sionsvest werd bij de aanleg opgehoogd tot een groene fiets- en voetgangersverbinding met brug over de Kleine Nete, die aansluit op het natuurgebied Nazareth.